# 緣鬍鯰
緣鬍鯰，為輻鰭魚綱鯰形目塘虱魚科的其中一種，被IUCN列為次級保育類動物，分布於非洲剛果河流域，本魚頭部短，額骨囪門非常短且橢圓形;後頭骨囪門橢圓形，觸鬚非常短，齒板相當寬，胸棘些微地彎曲。鰓耙長而且遠遠地豎立。背鰭軟條82-85枚;臀鰭軟條67-74枚，體長可達16公分，棲息在底層水域。

## 扩展阅读
維基物種上的相關：緣鬍鯰